# Izsór nyelv
Az izsór vagy izsor nyelv (anyanyelvükön ižoran keel [ejtsd: izsorȧn kél], oroszul: ижорский язык, magyarul nemritkán inkeri nyelv) az uráli nyelvcsalád finnugor csoportjának balti-finn nyelvágához, annak is keleti (más felfogás szerint északi) alágához tartozó kis nyelv. Az UNESCO fokozottan veszélyeztetett nyelvekről készült vörös könyve az izsórt a kihalás szélére került nyelvként kategorizálja. Ugyanakkor az Oroszország őshonos nyelveit felsoroló rendelet élőként említi az izsórt is. A 2010-es népszámlálási adatok alapján alig háromszáz (266) főnyire tehető annak a közösségnek a száma, amely még őrzi anyanyelvi hagyományait. A 21. század kezdetére közel egytucatnyi apró faluból álló térségbe sűrűsödik az izsór nyelv maradék ereje. Beszélői főleg a szentpétervári székhelyű Leningrádi terület Kingiszeppi járásának tengermelléki részén, a Szojkinó-félszigeten, Szentpétervártól nyugatra mintegy 100 kilométerre élnek, közigazgatásilag egy-két kivétellel Visztyino (izsórul Viistinä) községi önkormányzat területén.

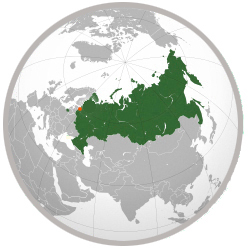
Az izsórok élettere Északnyugat-Oroszországban

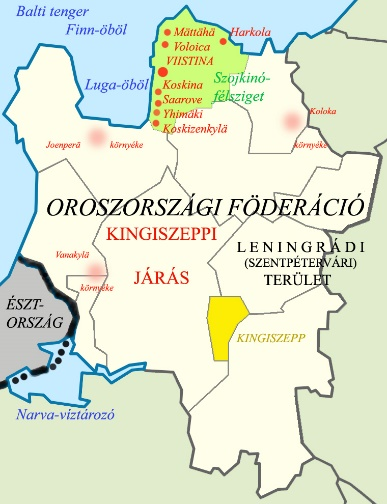
Az izsór falvak a Leningrádi terület Kingiszeppi járásában

## Népismeret

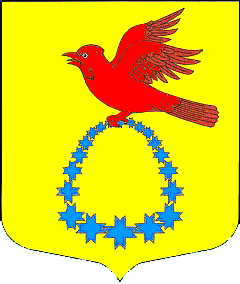
Az izsórok címere

Az izsórok zászlaja

Az izsór települések szomszédságában élnek úgynevezett inkeri népcsoportok is. Feltehetően a részben közös lakóterület okán többen tévesen azonosítják az izsór és az inkeri megnevezést, az inkeriek valójában orosz földre települt finn népesség, ennek megfelelően a finn egyik nyelvváltozatát beszélik. Az izsórok elnevezése körüli zavar a nemzetközi nyelvészetben változatlanul tart, de összességében mintha eldőlni látszana az önelnevezésükből (ižora) származó „izsór-” tövű megoldások javára. Egyes magyar nyelvészek körében még a közelmúltban is olykor előfordult az inkeri elnevezés. Valójában már igen korán az önelnevezésből fakadó változat is megjelent. Mára az is eldőlni látszott, hogy a magyarban az „izsór” – hosszú magánhangzós – helyesírási mód honosodik meg. Az újabban alakuló anyanyelvi szokásunktól eltérően a rövid o-val írt elnevezés tekinthető célszerűnek, főleg az anyanyelvi rövid ejtésre tekintettel. Ez visszatérés a korábbi magyarországi írásmódhoz.
Az izsórok a Narva folyó és a szentpétervári térség ölelte Ingermanland őslakói, feltételezések szerint eredetileg a jelenleginél inkább keletebbre-északkeletebbre éltek a mainál jóval nagyobb csoportokban. Ásatások alapján feltételezhető, hogy önálló etnikummá válásuk már a Kr. u. 1. évezred során megkezdődött. Biztonsággal állítható, hogy a keleti finnségieknek a kora középkori krónikákban általánosan használatos csúd elnevezése nemegyszer izsór törzseket takar. Írott forrásokban már a 12. századtól elkülönített kis népként szerepelnek. Az orosz krónikákban az izsór elnevezés a 13. század első harmadától jelenik meg. Szentpétervár alapítása után az új orosz cári főváros holdudvarába kerültek. A nagyváros közelsége, társadalmi, gazdasági és kulturális hatása az izsórok és településeik önkéntes eloroszosodásához vezetett.
A peresztrojkát követően, majd az új szövetségi Oroszországban kaptak némi elvi esélyt, bár ekkorra a nyelvet ténylegesen használók száma valóban elenyészővé csökkent, még ha a népszámlálások idején a származást illetően ennél többen vallották is magukat izsórnak. Korábban a finnugor találkozókon az izsórokat az inkeri finnek képviselték, az új évezredben a legutolsó alkalmakon már a saját küldötteikkel tudtak megjelenni. Az izsór hagyományőrzés letéteményese a Viistinä faluban működő Izsór Néprajzi Múzeum, valamint a Šoikula nevű nemzetiségi kulturális szervezet is. Vitalij Csernyavszkij oroszul tudók számára készített izsór nyelvkönyvet, amely a nyelvleckéket követően izsór–orosz és orosz–izsór szótárrészt is tartalmaz (2005). Szorgalmasan készítik részben orosz, de már főleg izsór nyelvű honlapjaikat is. Gazdag a népdal- és a népmesekincsük. A Kalevala több részletét náluk gyűjtötték. Az izsór Larin Paraske éneke alapján a falu papja harminckétezer sort jegyzett föl. Különlegesség, hogy feltöltötték a világhálóra az első izsór popdalt, amelynek szövege eleve izsórul íródott. Előadói olyan fiatalok, akik Szentpétervárott egyre többekkel együtt szüleik, nagyszüleik ősi nyelvét tanulják vissza.
| Izsór popdal szövege Kuule! Laulan keeles vanas, keeles unohetas Sinno vart Täss eväd ketki saa tolkko, mut miä laulan Ei heitä vart! Ono turha läätä korvattomaka, Ono turha tance jalattomaka! Nyd tijan: Ei hooli olla lustinna, olla visanna – unoha! Ei hooli mittä ko suvvamin jot suvata! Ono turha sotte icekä, Ono hyvä lentä siuka! Noisemma taivasse, nii läpi koivistoin ja kuusikkoin – Parves ylläl! Noisemma laulama valkel pilvel Ja mejjen äänii kuuletta YLE-l. |
| --- |

## Nyelvrokonság
Az általánosan elfogadott besorolás szerint az agglutináló (ragozó) izsór nyelv uráli nyelv, s mint ilyen közeli rokonságban áll a finnugor, távoli rokonságban a szamojéd nyelvekkel, egyes feltételezések szerint a jukagir nyelvvel is. Az uráli nyelvek körében az izsór nyelv a finnugor nyelvcsaládba tartozik, s mint ilyen közeli rokonságban áll a finn ág nyelveivel, a legtávolabbi rokonságban az ugor ágéval (köztük főleg a magyar nyelvvel). A finnugor nyelvcsaládon belül az izsór nyelv a finn nyelvághoz tartozik, s mint ilyen közeli rokonságban áll a balti-finn (másképpen finnségi) nyelvekkel, s távolabbi rokona a permi, a volgai és a lapp nyelveknek. A finn nyelvágon belül az izsór nyelv a balti-finn nyelvek északi, más felfogás szerint a keleti csoportjához tartozik, amelyen belül a legközelebbi rokona a karél nyelv (nyelvváltozataival), de sok a közös vonása a vepsze nyelvvel is.
| BALTI-FINN (FINNSÉGI) NYELVEK ÉS NYELVVÁLTOZATOK |          |           |           |          |          |          |          |          |          |          |          |          |          |          |          |          |          |          |        |        |        |        |        |        |        |
| ÉSZAKIAK                                         | ÉSZAKIAK | ÉSZAKIAK  | ÉSZAKIAK  | ÉSZAKIAK | ÉSZAKIAK | KELETIEK | KELETIEK | KELETIEK | KELETIEK | KELETIEK | KELETIEK | KELETIEK | KELETIEK | KELETIEK | KELETIEK | KELETIEK | KELETIEK | KELETIEK | DÉLIEK | DÉLIEK | DÉLIEK | DÉLIEK | DÉLIEK | DÉLIEK | DÉLIEK |
| FINN                                             | FINN     | FINN      | FINN      | FINN     | FINN     | KARÉL    | KARÉL    | KARÉL    | KARÉL    | VEPSZE   | VEPSZE   | VEPSZE   | VEPSZE   |          | IZSÓR    | IZSÓR    | IZSÓR    | IZSÓR    | VÓT    | VÓT    | ÉSZT   | ÉSZT   | ÉSZT   | ÉSZT   | LÍV    |
| KVEN                                             | KVEN     | MEÄNKIELI | MEÄNKIELI | INKERI   | INKERI   | LIVVI    | LIVVI    | LŰD      | LŰD      |          |          |          |          | † MERJA  |          |          |          |          |        |        | SZETU  | SZETU  | VÕRO   | VÕRO   |        |

## Nyelvjárások
Az izsórnak négy-öt alapvető nyelvjárása volt. Ezeken belül egykor szinte falvanként adódtak helyi nyelvi sajátosságok. A nyelvjárási területek a népességfogyás következtében gyakorlatilag generációk óta elvesztették az egymással való közös határaikat, érintkezésüket. A mára teljesen uralkodóvá váló szojkinói változat nyelvterületétől távolabbra esnek, de azonos járáson belül találhatók:
1. nyugatra a vót térségben,
2. délnyugatra a Luga-folyó egy szakasza mentén, valamint
3. a járás keleti határa közelében fellelhető szórványok. Végképpen távolabbi
4. a Szentpétervár közelségében még egzisztáló apró szórvány, illetve
5. egy attól délkeletebbre nyomokban sejthető néptöredék maradványa.

## Az izsór nyelvről általában
A finnugor nyelvcsaládba tartozó nyelvek legfőbb közös jellegzetességei közül az izsórt is jellemzi:
1. a nyelvtani viszonyoknak alapvetően utótoldalékok ragasztásával (agglutinációval) való kifejezése;
2. az előbbi alapján nagyszámú toldalék megléte;
3. a névszói viszonyoknak a kifejezésére számos nyelvtani eset használata;
4. a névszó nemek és/vagy osztályok nélkülisége;
5. a jelzett szónak alapesetben a jelző általi megelőzése;
6. a mennyiségjelző számnév után a főnév többesítő egyeztetésének elmaradása;
7. a „habeo” típusú ige hiánya;
8. a birtoklás folyamatának határozós szószerkezettel való, nem külön igei kifejezése;
9. a helyhatározós esetek úgynevezett hármas rendszere;
10. a magánhangzó-harmónia tettenérhetősége. A finnugor nyelvcsaládhoz tartozó egy vagy több nyelvben is mutatkozó jellegzetességek közül a mai izsórból vagy már (11.), vagy még (12–13.) hiányzik:
11. a birtoklást kifejező névszótoldalékok használata;
12. a határozott és a határozatlan névelő;
13. az igét előző, azzal összetételt alkotó igekötő.

A finnugor nyelvek általános jellemzőin túl a balti finn nyelvcsoport nyelveinek számos egyedi sajátossága alakult ki, amelyek közül az izsórban is fellelhetők:
1. az úgynevezett fokváltakozás gyakorisága;
2. a „tisztán” névszói állítmány hiánya;
3. az elöljárók és névutók kiterjedt – eltérő eseteket vonzó – rendszere;
4. a hajlító (flektáló) jelleg részbeni megjelenése;
5. a kétféle infinitivus megléte;
6. az összetett igeszerkezetek többfélesége és gyakori használata;
7. a tagadó ige alkalmazása.

## Nyelvtan

### Hangtan és írás
| a b c č d e f g h i j k l m n o p r s š t u v y z ž ä ö |

Az izsór nyelv összesen nyolc magánhangzót használ. Valamennyinek ismeri a hosszú változatát is, amelyet a megfelelő betű megkettőzésével jelöl. A magánhangzók: a, o, u, ä, ö, y, e, i.
| Izsór  | a   | e   | i | o | u | y | ä | ö |
| Magyar | (ȧ) | (ë) | i | o | u | ü | e | ö |

A kettőshangzók (diftongusok) esetében az azokat alkotó két magánhangzó nem képez külön szótagot, az együttes kiejtési időtartamuk hosszú hangzónyi. Az izsór nyelv két magánhangzó összevont képzésű kapcsolásával igen sok változatban tud diftongust alkotni, ezért a kettőshangzók száma jelentős (30-hoz közeli). Ritkábban előfordulnak hármashangzók (triftongusok) is.
Az izsór nyelvben számos tekintetben megtalálhatók a magánhangzó-harmóniából következő sajátosságok. Főleg a mély és magas toldalékpárok megfelelő illeszkedése általános jelenség, de előfordul a nyelvállás szerint alkalmazkodó többszörös toldalékpáros is. Több toldalék viszont nem vesz részt ennek az érvényesítésében. Képzőpárosok például: -az, -äz, -oz, -öz, -uz, -üz; -taa, -tää; -ja, -jä. Jelpáros például: -kaa, -kää. Ragpárosok például: -ha, -hä, -ho, -hö, -hu, -hy; -mma, -mmä; -tta, -ttä. Nem vesznek részt az illeszkedésben például: -ehet, -lle.
Az izsór nyelv mássalhangzóinak a száma alapvetően húsz. Ezeknek is előfordul hosszú változata, amit írásban ugyancsak az adott hang betűjének megkettőzésével jelölnek. Négy mássalhangzónak („d”, „l”, „n” és „t”) oroszból való átvételeknél szóbelsőben jésített (lágy) változata („dj”, „lj”, „nj” és „tj”) is létezik, ezek összeolvadt hosszú hangnak hallatszanak. A mássalhangzók: m, p, b, f, v, n, t, d, s, z, c, r, l, š, ž, č, j, k, g, h.
| m | n |   | (nj) |   |   |   |
| p | t |   | (tj) |   | k |   |
| b | d |   | (dj) |   | g |   |
| f | s | š |      |   |   | h |
| v | z | ž |      | j |   |   |
|   | c | č |      |   |   |   |
|   |   | r |      |   |   |   |
|   | l |   | (lj) |   |   |   |

Kiejtés a magyartól eltérő betűjelölés esetén:
| Č  | cs                    | čaaju    | csáju      |
| DJ | ggy                   | adjala   | ȧggyȧlȧ    |
| LJ | palóc nyelvjárási lly | malja    | mȧllyȧ     |
| NJ | nny                   | sabranja | szȧbrȧnnyȧ |
| S  | sz                    | sana     | szȧnȧ      |
| Š  | s                     | škoulu   | skoulu     |
| TJ | tty                   | utjuuka  | uttyúkȧ    |
| Ž  | zs                    | žellee   | zsėllé     |

Mint a finnségi nyelvekben általában, eredetileg az izsórban sem ejtenek teljes értékű zöngés zárhangot a „b”, „d” és a „g” képzési helyén. Ezek a hangok ugyanakkor egyre gyakoribbak a szavak oroszból való átvételének okán. Másrészt a visszatanulást követően izsórul megszólalók artikulációs bázisának fejlődése – lévén ők főleg fiatal felnőttek – zömüknél már az orosz kiejtéshez igazodva zárult le. Feltételezhető tehát, hogy a feléledő izsórban már karakteresebb zöngés zárhangok hangzanak. Ugyanígy előfordulhat, hogy főleg az „e” és „i” magánhangzók előtti mássalhangzók ejtése pedig enyhén palatalizálttá válik. Megjegyzés: Az ismert nyelvek hangképzési szabályaival azonos módon az n-nel jelölt nazális hang k, g (és h) hangok előtt azokhoz illeszkedő orrhangként hangzik, nyelvészeti jelölése ŋ.
A fokváltakozás a szótári alaptő (a névszóknál: singularis nominativus – az igéknél: I. infinitivus) záró hangjának vagy záró hangsorának mennyiségi vagy minőségi, gyakran mindkét tekintetben bekövetkező változása. A mennyiségi változás jelentheti egy hang kivetését, betoldását vagy nyújtását. A minőségi változás pedig a zöngésség vagy a képzés helye szerinti módosulást.
Az alapvető fokváltakozások:
1. pp → p ;
2. p → Ø (lp → lv; mp → mm; rp → rv);
3. tt → t (ht → h; lt → ll; nt → nn; rt → rr; st → ss);
4. t → Ø (ait → ajj; iit → ijj; eet → ejj; oit → ojj; aut → avv; oot → uuvv; äyt → ävv; ööt → yyvv);
5. kk→ k (hk → h; lk → l; rk → r; sk → z; tk → t);
6. k → Ø (aik → aj; oik → oj; eik → ejj; iik → ijj; auk → avv; iuk → ivv; ook → oovv; uku → uvvu; yky → yvvy);
7. ss → s;
8. s → z;
9. z → Ø;
10. cc → c.

Az izsór nyelv a magyarhoz hasonlóan élhangsúlyos, vagyis a szóhangsúly szinte kizárólag az első szótagra esik. Ettől való eltérés jelentésmegkülönböztető szándékkal vagy érzelmi nyomatékból lehet, valamint újabb keletű idegen átvételeknél fordulhat elő. Utóbbiak esetében – legtöbbször az átadó nyelv hangsúlyozását követve – a hangsúly a hosszú szótagra esik.

### A névszók alaktana
Az izsór nyelvben nincs névelő, sem határozott (magyar „a, az”), sem határozatlan (magyar „egy”). A névszó ezért önmagában egyszerre jelenti annak határozott, határozatlan vagy általános voltát is, például: meez = ember, egy ember, az ember.
Az izsór nyelvben négy úgynevezett szintaktikai – azaz a mondatviszonyokból kikövetkeztethető – eset különíthető el:
- a nominativus (alanyeset),
- az accusativus (tárgyeset),
- a genitivus (birtokos eset) és
- a partitivus (részelő eset).

Hiányzik az izsór nyelvből a dativus (részeshatározó eset). Az izsór ennek  kifejezését más határozós eset (allativus), illetve névutós alakok használatával oldja meg. Az izsór esetek száma a legnagyobb a hely- (és idő-)határozós esetek körében. A finnugor nyelvekre jellemző módon ennek logikai keretet az irányhármasság ad, azaz a megfelelő alakok a „hová? hol? honnan?” kérdésre válaszolnak. Ezek:
- az illativus (belső viszony „hová?” kérdésre: -ba, -be),
- az inessivus (belső viszony „hol?” kérdésre: -ban, ben),
- az elativus (belső viszony „honnan?” kérdésre: -ból, -ből),
- az allativus (külső viszony „hová?” kérdésre: -ra, -re vagy -hoz, -hez, -höz),
- az adessivus (külső viszony „hol?” kérdésre: -on, -en, -ön vagy -nál, -nél),
- az ablativus (külső viszony „honnan?” kérdésre: -ról, -ről vagy -tól, -től).
- További három eset ismert az állapothatározós viszonyban (ugyancsak hármas logika szerint):
- a translativus (eredményhatározó „mivé?” kérdésre: -vá, -vé),
- az essivus (állapothatározó „miként?” kérdésre: -ként vagy -ul, -ül),
- az exessivus (eredethatározó „miből?” kérdésre: -ból, -ből).

A névszók többes számának külön jele van az – egyébként ragtalan – nominativusban (illetve accusativusban) és külön jele a többi esetben. Számos izsór főnév kizárólag többes számban használatos. Például: ačkat (szemüveg), pöksyt (nadrág), sakset (olló), uussit (bajusz), pissaamat (szeplő), ruumenet (pelyva), assiat (edény), morsiankapiot (kelengye), portahat (lépcső), vaattiit (öltözet), vanhammat (szülők), hautajaizet (temetés), häät (lakodalom). Előfordul, hogy ugyanaz az izsór főnév a többes számú alakjával az egyes számú jelentéstől árnyalatában kisebb-nagyobb eltérésű jelentést hordoz. Például: ilma = levegő; ilmat = időjárás vagy tunni = óra (időegység); tunnit = óra (időmérő).
A névszók esetragjai:
eset                 egyes szám                                                     többes szám
nominativus     -Ø                                                                    -t-Ø
accusativus      -n                                                                    -t-Ø
genitivus          -n                                                                    -i-n,-ii-n,-jje-n, -loi-n,-löi-n
partitivus          -t,-ta,-tä,-a,-ä,-ja,-jä                                        -i-ta,-i-tä,-i-a,-i-ä,-j-a,-j-ä, -loj-a,-löj-ä
illativus            -sse,-see, -ha,-hä,-ho,-hö,-he,-hu,-hy          -i-sse,-i-i, -i-he,-loi-he,-löi-he
inessivus         -z                                                                     -i-z,-loi-z,-löi-z
elativus            -st                                                                   -i-st,-loi-st,-löi-st
allativus           -lle                                                                  -i-lle, -loi-lle,-löi-lle
adessivus        -l                                                                     -i-l,-loi-l,-löi-l
ablativus          -lt                                                                    -i-lt,-loi-lt,-löi-lt
translativus      -ks                                                                  -i-ks,-loi-ks,-löi-ks
essivus            -n                                                                    -i-n,-loi-n,-löi-n
exessivus        -nt                                                                   -i-nt,-loi-nt,-löi-nt
A „seemen” ’család’ főnév teljes ragozási mintasora:
eset               egyes szám                 többes szám   
nominativus   seemen                       seemenet
genitivus        seemenen                   seemeniin
partitivus       seemeent                    seemeniä
illativus          seemenesse                seemenisse
inessivus       seemeneez                  seemeniiz
elativus          seemenest                   seemenist
allativus         seemenelle                  seemenille
adessivus      seemeneel                   seemeniil
ablativus        seemenelt                   seemenilt
translativus    seemeneks                  seemeniks
essivus          seemeneen                 seemeniin
exessivus      seemeneent                seemeniint
Az izsór névszónak összesen 21 ragozási típusa van, ezek alváltozataival együtt 60. A melléknevek legjellegzetesebb sajátossága azok fokozhatósága. Az izsór a melléknév középfokát egyszerű toldalékolt alakkal, a melléknév felsőfokát pedig szerkezettel fejezi ki. A középfok jele: -emp, amely a végmagánhangzó nélküli alaptőre tapad: vanha = öreg, idős; vanhemp = öregebb, idős(eb)b. A szabály alól a „jó” jelentésű melléknév kivétel, ennek esetében a két tő alapvetően eltérő: hyvä = jó; paremp = jobb. A melléknév felsőfokát kifejező szerkezetben az izsór a „kaik” szó számban megfelelő partitivusi alakját használja a szerkezet előtagjaként; az utótag a középfokú alak. A felsőfokú alak: egyes számban kaikkea vanhemp; többes számban kaikist vanhemp.
A tőszámnevek:
| 1    | yks             | 6    | kuuz            |
| 2    | kaks            | 7    | seicen          |
| 3    | kolt            | 8    | kaheksan        |
| 4    | neljä           | 9    | yheksän         |
| 5    | viiz            | 10   | kymmen          |
| 11   | yks\|\|toist    | 12   | kaks\|\|toist   |
| 20   | kaks\|\|kymment | 30   | kolt\|\|kymment |
| 100  | sata            | 200  | kaks\|\|sattaa  |
| 1000 | tuhatta         | 3000 | kolt tuhattaa   |

A sorszámnevek:
| 1.    | enzimäin          | 6.    | kuuvvez            |
| 2.    | toin              | 7.    | seiccemäz          |
| 3.    | kolmaz            | 8.    | kaheksaz           |
| 4.    | neljäz            | 9.    | yheksäz            |
| 5.    | vijjez            | 10.   | kymmenäz           |
| 11.   | ykstoistkymmenäz  | 12.   | kakstoistkymmenäz  |
| 20.   | kahez\|\|kymmenäz | 30.   | kolmaz\|\|kymmenäz |
| 100.  | sattaiz           | 200.  | kahez\|\|sattaiz   |
| 1000. | tuhattaiz         | 3000. | kolmaz tuhattaiz   |

A számnévi határozószók a „hányszor?” vagy a „hányan?” kérdésre válaszoló alakok.
Az első esetben a toldalék: -isse:    kétszer = kahisse;
A második esetben a toldalék: -ltaa,-ltää:
hárman = kolmeltaa
négyen = näljältää
A személyes névmások: 
|             | ÉN     | TE     | Ő       | MI     | TI     | ŐK     |
| nominativus | miä    | siä    | hää     | möö    | töö    | höö    |
| genitivus   | miun   | siun   | hänen   | mejjen | tejjen | hejjen |
| accusativus | minnua | sinnua | hänt    | mejjet | tejjet | hejjet |
| partitivus  | minnua | sinnua | hänt    | meitä  | teitä  | heitä  |
| illativus   | miuhe  | siuhe  | hännee  | meihe  | teihe  | heihe  |
| inessivus   | miuz   | siuz   | hänez   | meiz   | teiz   | heiz   |
| elativus    | miust  | siust  | hänest  | meist  | teist  | heist  |
| allativus   | miulle | siulle | hänelle | meille | teille | heille |
| adessivus   | miul   | siul   | hänel   | meil   | teil   | heil   |
| ablativus   | miult  | siult  | hänelt  | meilt  | teilt  | heilt  |

### Az igék alaktana
A létige I. infinitivusza, azaz a szótári alapalakja: olla. 
|     |    | Kijelentő mód – jelen idő | Kijelentő mód – jelen idő | Kijelentő mód – múlt idő | Kijelentő mód – múlt idő | Felszólító mód – jelen idő | Felszólító mód – jelen idő |
| esz | 1. | oo-n                      | (vagyok)                  | ol-i-n                   | (voltam)                 |                            |                            |
| esz | 2. | oo-t                      | (vagy)                    | ol-i-t                   | (voltál)                 | oo                         | (legyél)                   |
| esz | 3. | ono                       | (van)                     | ol-i                     | (volt)                   | olkaa                      | (legyen)                   |
| tsz | 1. | oo-mma                    | (vagyunk)                 | ol-i-mma                 | (voltunk)                |                            |                            |
| tsz | 2. | oo-tta                    | (vagytok)                 | ol-i-tta                 | (voltatok)               | olkaa                      | (legyetek)                 |
| tsz | 3. | ollaa                     | (vannak)                  | ol-t-ii                  | (voltak)                 | oltakaa                    | (legyenek)                 |

A jövő idő kifejezésére a jelen és múlt idejű „olla” ige helyébe a „leetä” ige lép.
Kijelentő mód – jövő idő:
| esz | 1. | leene-n   | (leszek)  |
|     | 2. | leene-t   | (leszel)  |
|     | 3. | leen-öö   | (lesz)    |
| tsz | 1. | leene-mmä | (leszünk) |
|     | 2. | leene-ttä | (lesztek) |
|     | 3. | leen-ööt  | (lesznek) |

Az izsór nyelv segédige révén hozza létre a (a folyamatos és befejezett melletti) kezdő igeszemlélet alakjait. Az összetett  alakok kifejezésében a ’kezd’ jelentésű „noissa” ige vesz részt.
A tagadó segédigének nem létezik infinitivusa, de mindkét szám valamennyi személyében van megfelelő alakja, amely azonban az igeidőtől független. 
| kijelentő           |    |      |    |       |    |          |
| esz                 | 1. | en   | 2. | et    | 3. | ei       |
| tsz                 | 1. | emmä | 2. | että  | 3. | evät     |
| felszólító -> tiltó |    |      |    |       |    |          |
| esz                 |    |      | 2. | elä   | 3. | elkää    |
| tsz                 |    |      | 2. | elkää | 3. | elkäässe |

Az igemódot jelölő toldalékok feltételes módban: -iz- (-is-),-izi-, a felszólító módban (a jelöletlen egyes szám 2. személyt kivéve) -kaa,-kää alakúak.
Mind az egyes, mind a többes számban az 1. és a 2. személyek ragjai azonosak mindkét igeidőben. A 3. személyek ragjai a változatos tőtípusoknak megfelelően sokfélék. A múlt idő esetében a többes szám 3. személy kivételével következetes az „-i-” időjel is, amely csupán ennél az utóbbi egy személynél változik „-t-” toldalékra.
Kijelentő mód – jelen idő:
| esz | 1. | -n                                     |
|     | 2. | -t                                     |
|     | 3. | -aa,-ää,-oo,-öö,-uu,-yy,-oi,-öi,-ii,-p |
| tsz | 1. | -mma,-mmä                              |
|     | 2. | -tta,-ttä                              |
|     | 3. | -aa,-ää,-ta,-tä                        |

Kijelentő mód – folyamatos – múlt idő:
| esz | 1. | -i-n          |
|     | 2. | -i-t          |
|     | 3. | -i            |
| tsz | 1. | -i-mma,-i-mmä |
|     | 2. | -i-tta,-i-ttä |
|     | 3. | -t-ti         |

Feltételes mód – jelen idő:
| esz | 1. | -izi-n,-isizi-n,aizi-n         |
|     | 2. | -is-t,-isiis-t,-ais-t          |
|     | 3. | -iz,-isiiz,-aiz                |
| tsz | 1. | -izi-mma,-isizi-mma,-aizi-mma  |
|     | 2. | -izi-tta,-isizi-tta,-aizi-ttaa |
|     | 3. | -taiz,-täiz                    |

Felszólító mód – jelen idő:
| esz | 2. | -Ø            |
|     | 3. | -kaa,-kää     |
| tsz | 2. | -kaa,-kää     |
|     | 3. | -takaa,-täkää |

Az egyszerű igealak toldalékolása a tehhä (csinál, tesz) ige megfelelő tövein:
| Kijelentő mód – jelen idő: | Kijelentő mód – jelen idő: | Kijelentő mód – jelen idő: | Kijelentő mód – jelen idő: | múlt idő: | múlt idő:     | Feltételes mód: | Feltételes mód: | Felszólító mód: | Felszólító mód: |
| -------------------------- | -------------------------- | -------------------------- | -------------------------- | --------- | ------------- | --------------- | --------------- | --------------- | --------------- |
| esz                        | 1.                         | teen                       | (csinálok)                 | tein      | (csináltam)   | tekkiizin       | (csinálnék)     |                 |                 |
|                            | 2.                         | teet                       | (csinálsz)                 | teit      | (csináltál)   | tekkiist        | (csinálnál)     | tee             | (csinálj)       |
|                            | 3.                         | tekköö                     | (csinál)                   | teki      | (csinált)     | tekkiiz         | (csinálna)      | tehkää          | (csináljon)     |
| tsz                        | 1.                         | teemmä                     | (csinálunk)                | teimmä    | (csináltunk)  | tekizimma       | (csinálnánk)    |                 |                 |
|                            | 2.                         | teettä                     | (csináltok)                | teittä    | (csináltatok) | tekizitta       | (csinálnátok)   | tehkää          | (csináljatok)   |
|                            | 3.                         | tehhää                     | (csinálnak)                | tehtii    | (csináltak)   | tehtäiz         | (csinálnának)   | tehtäkää        | (csináljanak)   |

Az izsór nyelvben kétféle (tulajdonképpeni) főnévi igenév létezik. Az I. infinitivusi alaknak a toldaléka: -a,-ä,-ta,-tä,-ssa,-ssä
A példaige I. infinitivusa: tehhä = csinálni (tahon tehhä = csinálni akarok). A II. infinitivusnak a toldaléka: -maa,-mää,-mmaa, -mmää
A példaige II. infinitivusa: tekömää = csinálni (noizen tekömää = csinálni kezdek).
A melléknévi igeneveknek két fajtája van az izsór nyelvben, folyamatos és befejezett melléknévi igenév. Továbbá mindkét fajtának két válfaja van, egy cselekvő és egy szenvedő. A folyamatos melléknévi igenév képzője (II. infinitivusi tőből): -va,-vä
Az általa létrejött új szó (névszóként ragozható): tekköövä..=..csináló (aki csinál). A szenvedő folyamatos melléknévi igenév képzője (I. infinitivusi tőből): -tava,-tävä, -ttava, -ttävä
Példaigénk esetében: tehtävä  =  csinált (amit csinálnak). A befejezett melléknévi igenév képzője (I. infinitivusi tőből): -t
Az általa létrejött új szó (névszóként ragozható): teht  =  csináló (aki csinált). A szenvedő befejezett melléknévi igenévnek a képzője (I. infinitivusi tőből): -tu,-ty,-ttu,-tty
Az általa létrejött új szó: tehty  =  csinált (amit csináltak).
Az izsór nyelv összetett igealakokkal fejezi ki a 2. és 3. múlt időt (amelyek a folyamatos szemléletű egyszerű múlt idővel szemben befejezett szemléletűek), a jövőidejűséget, valamint az úgynevezett kezdő (inchoatív) igeszemléletet. Például:
Kijelentő mód – befejezett – 2. múlt idő:
| esz | 1. | oon | teht | (csinálék) |

Kijelentő mód – befejezett – 3. múlt idő:
| esz | 2. | olit | teht | (csináltál volt) |

Kijelentő mód – jövő idő:
| esz | 3. | leenöö | teht | (csinálni fog) |

Kijelentő mód – kezdő – jelen idő:
| tsz | 1. | noizemma | tekömää | (csinálni kezdünk) |

Kijelentő mód – kezdő – múlt idő:
| tsz | 2. | noizitta | tekömää | (csinálni kezdtetek) |

Az egyszerű alakok tagadásakor a tagadó (tiltó) segédige ragozódik. Például:
Kijelentő mód – jelen idő:
| esz | 1. | en | tee | (nem csinálok) |

Kijelentő mód – folyamatos – múlt idő:
| esz | 2. | et | teht | (nem csináltál) |

Feltételes mód – jelen idő:
| esz | 3. | ei | tekkiiz | (nem csinálna) |

Felszólító mód – jelen idő:
| tsz | 2. | elkää | tehhä | (ne csináljatok) |

A létige tagadása:
Kijelentő mód – jelen idő:
| tsz | 1. | emmä | oo | (nem vagyunk) |

Kijelentő mód – múlt idő:
| tsz | 3. | evät | oltu | (nem voltak) |

Felszólító mód (tiltó formula):
| esz | 3. | elkää | olla | (ne legyen) |

Kijelentő mód – jövő idő:
| esz | 1. | en | leene | (nem leszek) |

Az összetett alakok tagadásakor a tagadó segédige ragozódik, a jelentést hordozó ige változatlanul a már felvett igenévi alakban szerepel, az összetett alak segédigéje (a létige vagy a kezdő segédige) pedig ugyancsak megfelelő igenévi alakot ölt. Ennek megfelelően a ragozott tagadó igét két igenév követi!
Kijelentő mód – befejezett – 2. múlt idő:
| esz | 3. | ei | oo | teht | (nem csinála) |

Kijelentő mód – befejezett – 3. múlt idő:
| esz | 2. | et | olt | teht | (nem csináltál volt) |

Kijelentő mód – jövő idő:
| tsz | 2. | että | leene | tehnehet | (nem fogtok csinálni) |

Kijelentő mód – kezdő – jelen idő:
| esz | 1. | en | noize | tekömää | (nem kezdek csinálni) |

Kijelentő mód – kezdő – múlt idő:
| tsz | 1. | emmä | noist | tekömää | (nem kezdtünk csinálni) |

Az igének 15 ragozási típusa létezik, de alváltozataival együtt ez is közel 40.

### Szókincsgyarapítás
Példák az igéből való igeképzésre:
murtaa eltör                            murtua eltörik
tilkuttaa csöppen                    tilkutella csöpög
Példák az igéből való névszóképzésre:
henkittää lélegzik                   henkitöz lélegzet
lukkiia számol                        lukomiin számolás
keittää főz                               keittäjä szakács
Példák a nészókból való igeképzésre:
onki horog                              onkia horgászik
mato kígyó                              maottua tekerőzik
Példák a névszókból való névszóképzésre:
liha hús                                   lihaz izom
näppärä fürge                         näppäryz fürgeség
öö éjszaka                               öin éjszakai
voonna bárány                        voonnain bárányka
Venä Oroszország                  venäläin orosz
ystävä barát                             ystäväkköi barátnő
A fosztóképzővel igéből és névszóból is képezhetünk melléknevet, de a két esetben a képző hangalakja némileg eltér:
oottaa vár                                ootta-matoin váratlan
uni álom                                  une-toin álmatlan
Az izsór nyelvben még kevés az összetett szó, mert nem zajlott le olyan nyelvújítás, amely a korszerűbb élet kifejezéseit javarészt összetételekkel valósítja meg. Néhány létező példa:
tijje||akadeemia (tudományos akadémia)
tijjon||halu (tudásvágy)
pühä||päivä (szent + nap = vasárnap)
sota||meez (háború + ember = katona)

### Mondattan
Az izsór mondat szórendje többé-kevésbé hasonlóan kötetlen, mint a magyaré.
Előfordulnak gyakoribb és szokványosabb szórendű mondatok, melyekben a szórend:
- alany + állítmány + egyéb bővítmények vagy
- alany + egyéb bővítmények + állítmány.

Sok más nyelvhez hasonlóan az izsór mondatban is gyakran előfordulhat (de nem kötelező)
- a kérdőszó után (de kérdőszó nélküli kérdésben is) a szórend megfordítása, azaz az állítmány alany elé kerülése,
- valamely mondatrész hangsúlyozása esetében az azt kifejező szónak vagy szerkezetnek a mondat élére kerülése (igen gyakran a határozóké).

Az izsór nyelvben a magyarral ellentétben csak kétféle állítmány ismeretes:
- az egyszerű igei állítmány (az összetett igeszerkezettel kifejezett – múlt és jövő idejű, kezdő aspektusú, illetve tagadó és tiltó – állítmányok is természetszerűen ide tartoznak) és
- az összetett igei-névszói állítmány, amelynek igei tagja a létige megfelelő alakja.

Azaz az izsór nyelvben nincs tisztán névszói állítmány!
                             Hää ono mykkä.          = Ő (van) néma.
                                   Hö ollaa paha.             =  Ők (vannak) gonoszak.
Az izsór nyelvben is megtalálható az alanytalan mondattípus, akár a magyarban. Az izsórban is főleg az időjárási vagy természeti jelentést hordozó igei állítmányok alanytalanok.
                             Hämärty.                      =  Alkonyodik.
                             Sattaa.                         = Esik.
Az accusativus szerinti alak akkor fejezi ki egy mondat tárgyát, ha a tárgy határozott, illetve úgynevezett teljes tárgy.
                                   Miä avvaan ovet.        = Kinyitom a kapukat.
Miä avvaan oven.       = Kinyitom a kaput.
A részelő eset (mivel a rész egészét vagy a határozott és határozatlan mennyiségű, valamint a tagadott dolgot fejezi ki) ugyancsak a mondat tárgyának egyik alaki formája, és általában partitivus fejezi ki a tárgyat, ha a tárgy ún. részleges tárgy, illetve határozatlan tárgy vagy tagadás tárgya.
Miä avvaan ovviia.      = Kinyitok egy kaput.
Miä avvaan ovviia.       = Kaput nyitok.
Amit az ismertebb indoeurópai nyelvek az úgynevezett „habeo” igetípussal oldanak meg, azt a nyelvtani kifejezési formát az izsór nyelv a magyarral teljesen azonos módon kivitelezi (a birtokló részes esetű – nekem, neked stb. – alakjához kapcsolt „van valamim, valamid stb.” összetett szerkezettel). Példák:
siulle ono aika = [neked] van időd
hänelle ono koltkymment vootta = ő harminc éves (neki harminc éve van)
Sokszor használ az izsór megfelelő jelentések kifejezésére olyan határozós esetet, melyet magyarra nem feltétlenül az adott magyar eset ragos alakjával fordítunk. Ezekben az esetekben a mondatrész állandó határozónak, vonzatnak tekinthető. Például:
Illativus (magyar -ba,-be): oikiaa kättee = jobb kéz felől, jobb kézre
Inessivus (magyar -ban,-ben): kolmeez päivääz = három nap alatt
Elativus (magyar -ból,-ből): purra jalast kiin = lábon harap
Allativus (magyar -ra,-re, -hoz,-hez,-höz): anna miulle! = add (ide) nekem!
Adessivus (magyar -on,-en,-ön, -nál,-nél): syksyyl = ősszel
Ablativus (magyar -ról,-ről, -tól,-től): maistassa magjalt = édesnek tűnik
Translativus (magyar -vá,-vé): ottaa naizeks = feleségül vesz
Essivus (magyar -ként, -ul,-ül): männä päädeccään = pénteken megy
Ha az izsór a minőség- vagy a kijelölő jelzőt melléknévvel vagy ragozható névmással fejezi ki, akkor a jelzőt kifejező szó száma és esete megegyezik a jelzett szó számával és esetével, azaz az így kifejezett mondatrész egy egyeztetett jelző. Nem történik egyeztetés a ragozhatatlan melléknévi igenévvel vagy a ragozhatatlan névmással kifejezett jelzők esetében. A birtokos jelzős szerkezetben a jelző genitivus esetű alakja miatt a továbbragozás szintén elmarad.

## Szövegminta
| Kalliz nahka Kerran yks meez tuli naapurikyllää kummille veerahii. Tulloo – a kummiil heppoin ono päksähtääst, ja hää tätä hevoist nylköö. Meez kyssyy: – Mitä siä oot keskeel talvia, hepoiziin töön pääajal, hepoizen tegrastaant? Tahtoi kummi pilahilla veerahan kussannoksel. – Nyt – sannoo –, hepoizennahat ollaa hyvvii kallihet. Yhest nahast miä saan nii paljo rahhaa, etti jaksan kymmen hevoist ostaa. Meez kuuli – ja jooksi takaisii. Tuli joossen kottii. Tegrasti oman hepoizen, noisti nylkömää. – Mitä teet? – kyzytää naapurit. – A nyttemmii – vastaa –, naapurikyläz kaik hepoizia nyletää! Linnaaz nahat ollaa hyvvii kallihet. Lähen sinne, möön – teenaan kymmenälle hevoizelle! Siiz meehet koko hepoizet kyläz ja nylettiikki. Tuli kevät – mitte kyntää kelkä, mittekä kylvää. | A drága bőr Egyszer egy ember elment a szomszéd faluba a komájához vendégségbe. Megérkezik – hát a komája lova kimúlt, s ő épp lovat nyúz. Az emberünk megkérdezi: – Miért vártad meg a tél közepét, a lovakkal való munka dandárjának idejét, hogy levágd a lovat? A koma meg akarja tréfálni a vendégét. – Most éppen – mondja – a lóbőrnek jó ára van. Egy lóbőrért annyi pénzt kapok ám, hogy tíz lovat tudok venni. Hallotta ezt az emberünk – és futott vissza. Futva ért haza. Levágta a lovát, kezdte nyúzni. – Mit csinálsz? – faggatják a szomszédok. – Hát most – válaszolja – a szomszéd faluban az összes lovat nyúzzák. A városban a bőrnek jó ára van. Ide nem messze eladom – megkeresek vele tíz lóra valót! Erre az emberek a faluban az összes lovat megnyúzták. Jött a tavasz – nem volt mivel sem szántani, sem vetni. |

| Isä meijän ollas taivahis. Pyhitetty olkkaa siun nimi, laa tulloo siun riikki, laa ono siun tahto maas, nii kui taivahas. Päiväst päivää anna meille jokapäiväin leipä. Ja anna anteeks meille meijän synnit, nii kui möö annamma anteeks jokaist, ken on meille velas. Eläki saavva meitä kiusahuksee, mut tee meitä vapaan perkelest. Sind siun ono nimi ja kunnia ja riikki iköin iköille. Aamen. |
| --- |